# Dare You to Move
«Dare You to Move» es el cuarto sencillo de la banda estadounidense de rock alternativo Switchfoot en su cuarto álbum The Beautiful Letdown.
La canción fue originalmente llamada "I Dare You to Move", y fue en el tercer álbum, Learning to Breathe lanzado en 2000, pero la banda decidió volver a mezclar y ponerlo en The Beautiful Letdown. La canción recibió considerablemente radiada, y sus videoclips también, en la cadena de televisión MTV, VH1, FUSE TV y otros canales convencionales. Alcanzó el puesto número 17 en el Billboard Hot 100, convirtiéndose en el segundo jugador más destacado de Switchfoot veintena sola, superando el éxito de su sencillo adelanto, "Meant to Live" a pesar de que tuvo más éxito a nivel internacional.
La canción, que aparece como la quinta pista en The Beautiful Letdown fue un éxito duradero y finalmente fue certificado de oro en abril de 2005. La canción recibió críticas positivas de los críticos, y ocupó el puesto número 73 en Rhapsody lista de Rhapsody, las 100 mejores canciones de la década. "Dare You to Move" fue coproducido por Charlie Peacock -quien descubrió Switchfoot y firmó la banda a su primer acuerdo-y grabar John Fields.

## Producción
El bajista Tim Foreman (hermano de Jon Foreman) comentó que al terminar la canción, todos los miembros de la banda sabían que ellos realmente habían creado algo de gran alcance. Jon Foreman (compositor principal), dijo que "a veces todavía puede trasladarlo hasta las lágrimas, y que está contento de que tuvo una segunda oportunidad, (en la hermosa Letdown)." La razón por la banda dio a la canción una reescritura era " esa canción no había vivido su vida útil todavía. "Además," después de haber jugado un par de años viven, siento que tenemos un mejor agarre de la forma en que queremos que sea en un disco ", dijo.

## Vídeo musical
Hay dos videos oficiales para esta canción. Una de ellas muestra a un hombre corriendo contra una gran multitud de personas. El otro ofrece un surfista que está siendo resucitado en la playa, mientras que las diferentes partes de su vida se muestran. La segunda versión del video alcanzó el puesto número 2 en el Top 20 Countdown Vh1.

## Listado de canciones
UK CD Single
1. «Dare You to Move»
2. «Monday Comes Around»
3. «Meant to Live» (Live)

UK 2-Cd Single
- CD 1
  1. «Dare You to Move»
  2. «The Beautiful Letdown» (Live)
- CD 2
  1. «Dare You to Move» (Álbum Versión)
  2. «On Fire» (Live)
  3. «Gone» (Live)
  4. «Dare You to Move» — CD-ROM Video

## Posiciones
| Listas (2004)                        | Posición |
| ------------------------------------ | -------- |
| Australian Singles Chart             | 35       |
| US Billboard Hot 100                 | 17       |
| US Billboard Hot Modern Rock Tracks  | 9        |
| US Billboard Hot Adult Top 40 Tracks | 6        |
| US Billboard Top 40 Mainstream       | 6        |
| US Billboard Pop 100                 | 6        |